# Chusé Inazio Nabarro
Chusé Inazio Nabarro (Taüst, Saragossa, 1962) és un poeta i filòleg en aragonès, llicenciat en filologia hispànica; ha passat la major part de la seva vida a Osca i des del 2004 és president del Consello d'a Fabla Aragonesa.

## Obres

### Poesia
- O mirallo de chelo (1985),
- En esfensa d'as tabiernas y atros poemas (1998)
- Sonetos d'amor e guambra (2001)
- O trunfo d'o tiempo (2018).

### Novel·la
- Astí en do l'aire sofla ta sobater as fuellas d'os árbols (1989; premi «Arnal Cavero»)
- Tiempo de fabas (1997)
- Chuan Galé -o cuaderno de tapas royas- (2003)
- Reloch de pocha (2006; premi Ciutat de Barbastre)
- Mesaches (2012; premi Ciutat de Barbastre)
- Niedo de barucas (2014).
- Fuellas d'Abisinia (2025).